# Понор (Стара планина)
Понор је депресија на Старој планини, надомак села Дојкинци. Налази се на надморској висини од око 1.400 метара. 
O овој депресији је писао још давне 1896. године познат геоморфолог Јован Цвијић: 
Понор је затворена депресија, чија се уздужна осовина подудара са правцем пружања слојева; има правац СЗ.-ЈИ., и дугачка је 700 м. Северни део састављен је из табличастог лискуновитог и кварцевитог пешчара, а јужне, најстрмије стране, које се изнад дна дижу око 80 м., састављене су од модрог, лапоровитог, тријаског кречњака. Ова депресија слична босанско-херцеговачким пољима и као и она, врло је богата изворима. Они избијају на свим странама из пешчара и температура им је 7-10. Од тих извора постају потоци, који, вијугајући кроз раван понора, састају се и улазе у пећину, по којој је цела депресија добила име; други пропадају у вртаче, којих има у јужном делу Понора. Пећина има три отвора, и они се продужују у паралелне канале, који су испитани дужином од 164 м. Улеви канал улази вода из Понора, из деснога истиче јака речица, стропоштава се на излазу преко одсека од 1,5 м. и улази у средњи канал, ово је, дакле, извор, који чим се појави, опет се изгуби у подземним каналима. По многим знацима суде мештани, да се вода из ове пећине јавља у врелу изнад села Дојкинаца. 

## Одлике
Понор представља једну затворену депресију чија се уздужна осовина поклапа са општим правцем пружања свих главних географских и тектонских елемената и дугачка је око 700 м. Северни део састављен је од табличастог лискуновитог пешчара, a јужни стрмији део, на ком се диже изнад дна око 80 м, од модрог лапоровитог тријаског кречњака (7, c. 2—25). Ова депресија је богата изворима. Они се јављају на свим њеним бочним странама и са врло ниском су температуром, али са обиљем воде. Јован Цвијић им је одредио средњу температуру од '7–10 °C. Вода извора слива се са стране ка дну депресије, чинећи више бујних, и преко целе гоцине, сталних потока, који се, вијугајући кроз раван Понора, састају у доњем делу и улазе y пећину, а неки од њих пропадају по издухама вртача, којим је начичкана ова депресија. Мештани села Дојкинци закључују да се вода из понорске пећине јавља y врелу изнад Дојкинаца. Понор, са својим благим и пространим странама, захвата површину од око 2,3 км квадратна. Због истих услова Понор се користи за напасање стоке и за сенокос. 
Увала Понор је периодски плављена. У време топљења снега и пролећних киша на дну увале образује се језеро, што значи да подземни канали не молу да приме све воде. Језеро се одржава и до месец дана. Понорница је стална јер у самој ували извиру четири стална извора. Истовремено са ујезеравањем увале Понор образује се језеро и у овећој вртачи. Ова појава упућује на закључак да су ови хидролошки системи повезани. Из овога произилази да главни подземни ток који храни Дојкиначка врела почиње са понорницом Понор, скупљајући до изворишта и друге воде. 